# Майбородівка
Ма́йбородівка — село в Україні, у Кременчуцькому районі Полтавської області. Входить до складу Піщанської сільської громади. Населення становить 706 осіб. До 2020 року було адміністративним центром Майбородовскої сільської ради, до якої, крім того, входили села Мирне і Писарщина.

## Географія
Село Майбородівка знаходиться біля витоків річки Сухий Омельник, нижче за течією на відстані 2 км розташоване село Писарщина. Поруч проходить залізниця, станція Рублівка за 3 км. До села примикає великий садовий масив.

## Походження назви
Назва хутора Майбороди (нині с. Майбородівка) має відношення до прізвища сотників власівських — Михайла Івановича Майбороди (1721—1747) та Прокопа Михайловича Майбороди (1747—1764). Ватажок гайдамаків Кирило Майборода навряд чи має відношення до заснування цього поселення.

## Економіка та соціальна сфера
У Майбородівці знаходиться свино-товарна ферма, агрофірма ЗАТ «Майбородівське», торговий дім «Ізумруд», що спеціалізується на продажі та реалізації мінеральних напоїв.
У селі діє Майбородівська загальноосвітня школа І-ІІ ступенів.

## Визначні пам'ятки
- Храм на честь Покрови Пресвятої Богородиці.
- Знаряддя ЗІС-3 на братській могилі радянських воїнів.

## Відомі люди

### Народились
- Сидоренкова Ольга Панасівна — український педагог, викладач української мови та літератури, заслужений вчитель України, відмінник освіти України.